# Kangaré
Ne doit pas être confondu avec Kangaré-Foulbé.
Kangaré-Foulbé est une localité située dans le département de Rollo de la province du Bam dans la région Centre-Nord au Burkina Faso. En 2006, cette localité comptait 2 569 habitants dont 54,8% de femmes.

## Éducation et santé
Kangaré accueille un centre de santé et de promotion sociale (CSPS) tandis que le centre médical avec antenne chirurgicale (CMA) de la province se trouve à Kongoussi.